# Міхал Новак (борець)
Міхал Новак (чеськ. Michal Novák; нар. 22 вересня 1989, Ліберець, ЧССР) — чеський борець греко-римського стилю, учасник Європейських ігор, чемпіонатів світу та Європи, призер міжнародних турнірів. Молодший брат чеського борця, Петра Новака.

## Життєпис
Боротьбою почав займатися з 1994 року в Храставі.
Виступав за спортивний клуб «Їскра» Гавличкув-Брод. Згодом перейшов до Спортивного центру Міністерства внутрішніх справ у Празі. Тренери — Зденек Швець (з 2004), Їржі Матисек (з 2009), Марек Швець (з 2011).
Чотириразовий чемпіон Чехії з греко-римської боротьби (2008—2011).

## Спортивні результати на міжнародних змаганнях

### Виступи на Чемпіонатах світу
| Змагання                        | Збірна | Вагова категорія                 | Місце |
| ------------------------------- | ------ | -------------------------------- | ----- |
| Чемпіонат світу з боротьби 2011 | Чехія  | греко-римська боротьба, до 60 кг | 18    |
| Чемпіонат світу з боротьби 2013 | Чехія  | греко-римська боротьба, до 55 кг | 21    |
| Чемпіонат світу з боротьби 2015 | Чехія  | греко-римська боротьба, до 59 кг | 32    |
| Чемпіонат світу з боротьби 2017 | Чехія  | греко-римська боротьба, до 66 кг | 13    |

### Виступи на Чемпіонатах Європи
| Змагання                         | Збірна | Вагова категорія                 | Місце |
| -------------------------------- | ------ | -------------------------------- | ----- |
| Чемпіонат Європи з боротьби 2010 | Чехія  | греко-римська боротьба, до 66 кг | 24    |
| Чемпіонат Європи з боротьби 2013 | Чехія  | греко-римська боротьба, до 60 кг | 16    |
| Чемпіонат Європи з боротьби 2014 | Чехія  | греко-римська боротьба, до 59 кг | 19    |
| Чемпіонат Європи з боротьби 2017 | Чехія  | греко-римська боротьба, до 66 кг | 19    |
| Чемпіонат Європи з боротьби 2018 | Чехія  | греко-римська боротьба, до 67 кг | 12    |

### Виступи на Європейських іграх
| Змагання              | Збірна | Вагова категорія                 | Місце |
| --------------------- | ------ | -------------------------------- | ----- |
| Європейські ігри 2015 | Чехія  | греко-римська боротьба, до 59 кг | 16    |

### Виступи на інших змаганнях
| Змагання                                                        | Збірна | Вагова категорія                 | Місце  |
| --------------------------------------------------------------- | ------ | -------------------------------- | ------ |
| Міжнародний турнір «Cristo Lutte» 2009                          | Чехія  | греко-римська боротьба, до 60 кг | 5      |
| Гран-прі Німеччини з боротьби 2010                              | Чехія  | греко-римська боротьба, до 66 кг | 16     |
| Кубок Владислава Пітласинські 2011                              | Чехія  | греко-римська боротьба, до 60 кг | 14     |
| Золотий Гран-прі з боротьби 2012 (Сомбатгей)                    | Чехія  | греко-римська боротьба, до 60 кг | 8      |
| Олімпійський кваліфікаційний турнір з боротьби 2012 (Гельсінкі) | Чехія  | греко-римська боротьба, до 60 кг | 10     |
| Золотий Гран-прі з боротьби 2012 (Баку)                         | Чехія  | греко-римська боротьба, до 60 кг | 14     |
| Кубок Владислава Пітласинські 2013                              | Чехія  | греко-римська боротьба, до 60 кг | 27     |
| Відкритий чемпіонат Загреба з боротьби 2014                     | Чехія  | греко-римська боротьба, до 59 кг | Бронза |
| Міжнародний турнір Любомира Івановича-Гедзи 2015                | Чехія  | греко-римська боротьба, до 59 кг | 11     |
| Кубок Владислава Пітласинські 2015                              | Чехія  | греко-римська боротьба, до 59 кг | 30     |
| Турнір Германа Каре 2016                                        | Чехія  | греко-римська боротьба, до 66 кг | Срібло |
| Кубок Хапаранди з боротьби 2016                                 | Чехія  | греко-римська боротьба, до 66 кг | 4      |
| Гран-прі Загреба з боротьби 2018                                | Чехія  | греко-римська боротьба, до 67 кг | 12     |

### Виступи на змаганнях молодших вікових груп
| Змагання                                       | Збірна | Вагова категорія                 | Місце |
| ---------------------------------------------- | ------ | -------------------------------- | ----- |
| Чемпіонат Європи з боротьби серед кадетів 2004 | Чехія  | греко-римська боротьба, до 42 кг | 10    |
| Чемпіонат Європи з боротьби серед кадетів 2006 | Чехія  | греко-римська боротьба, до 50 кг | 8     |
| Чемпіонат Європи з боротьби серед юніорів 2008 | Чехія  | греко-римська боротьба, до 60 кг | 23    |
| Чемпіонат світу з боротьби серед юніорів 2008  | Чехія  | греко-римська боротьба, до 60 кг | 7     |
| Чемпіонат Європи з боротьби серед юніорів 2009 | Чехія  | греко-римська боротьба, до 60 кг | 5     |
| Чемпіонат світу з боротьби серед юніорів 2009  | Чехія  | греко-римська боротьба, до 60 кг | 23    |